# Серафимович Олександр Серафимович
Олекса́ндр Серафи́мович Серафимо́вич (справжнє прізвище Попо́в; 19 січня 1863, Російська імперія — 19 січня 1949, СРСР) — російський і радянський краснокозачий письменник родом з Подоння. Пов'язаний спершу з народниками, згодом з марксистськими колами, у 1887–1890 перебував на засланні.
Автор оповідань і повістей з сильним суспільним спрямуванням, у тому числі оповідання «Стрелочник» (1891), «Под землёй» (1895), «Сцепщик» (1898), романів «Город в степи» (1912), «Железный поток» (1924, український переклад 1954); нариси про громадянську війну на Донщині, північному Кавказі й в Україні. Під час першої світової війни перебував в Україні, вивчав український фольклор і побут і написав ряд нарисів з українського життя «В Галиции» (1915), «Мариуполь» та ін. Писав про Тараса Шевченка, Олександра Довженка, приятелював з українськими письменниками.

## Біографія
Олександр Серафимович народився 1863 року в станиці Нижньокурмоярській (нині Цимлянського району Ростовської області). Батько, донський козак, служив військовим чиновником. Поступивши до Петербурзький університет на фізико-математичний факультет, Серафимович потрапив у середовище революційного студентства, в гуртку познайомився з марксизмом. За участь у революційному русі (разом з Олександром Ульяновим) і в зв'язку з замахом на Олександра III Серафимович був арештований і висланий в Архангельську губернію. На засланні написав своє перше оповідання «На крижині» («Русские ведомости», 1889). Після закінчення заслання жив на Дону під наглядом поліції, продовжуючи свою літературну діяльність.
1902 року переселився до Москви, став учасником літературної спілки «Среда». Під час світової війни — на фронті, кореспондент «Русских ведомостей». 1918 року вступив до партії більшовиків, очолював літературний відділ газети «Известия». З листопада 1926 року по серпень 1929 був головним редактором журналу «Октябрь». 1934 року обраний до складу Президії правління Спілки письменників СРСР.
1942 року народився його хресний син Нікітін Юрій Володимирович. Дід Юрія, донський козак, і сім'я Попових були не тільки в тісних дружніх відносинах, а й близькими родичами.
Помер 19 січня 1949 року. Похований у Москві на Новодівичому кладовищі (ділянка № 1).

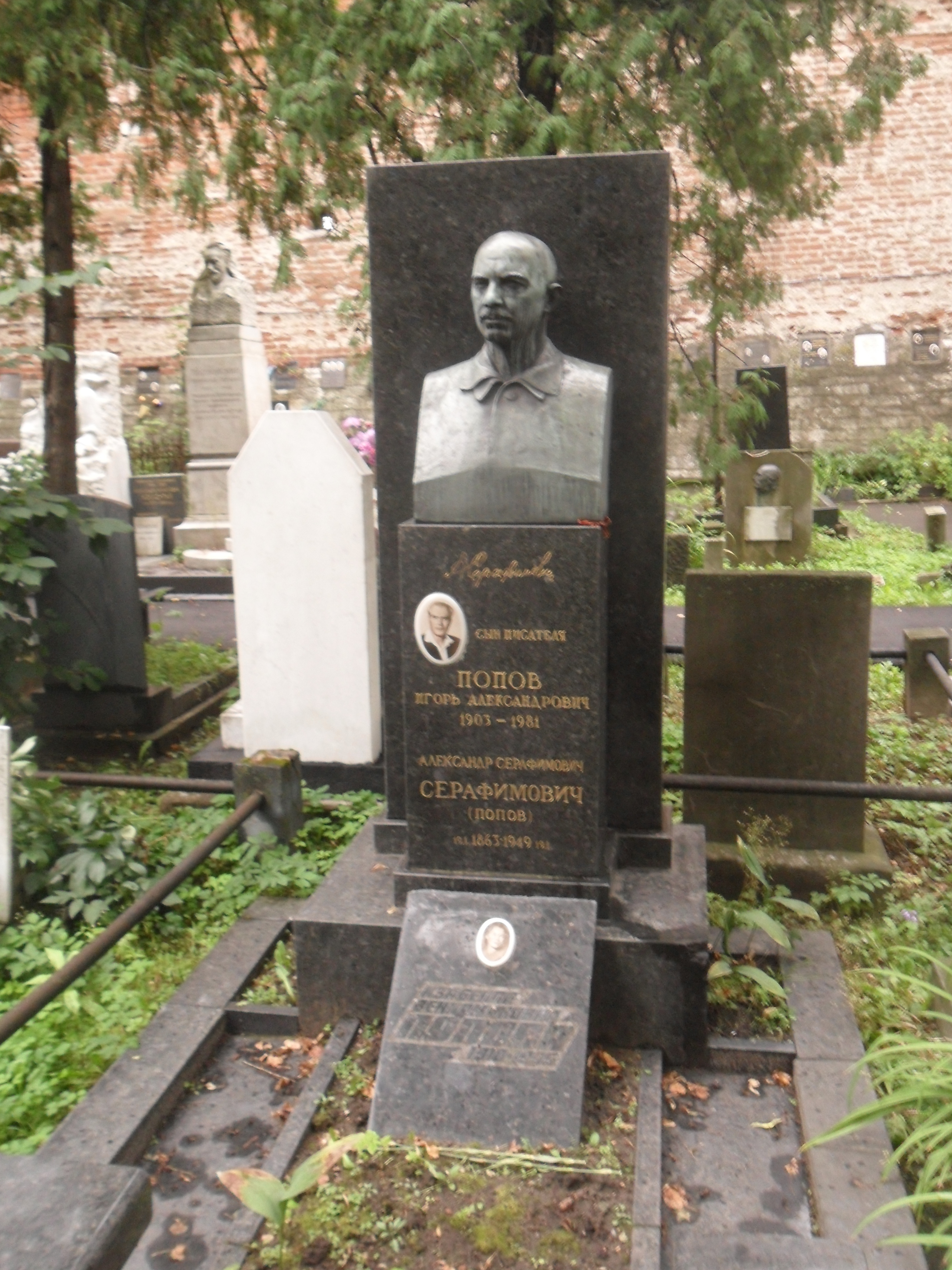
Могила письменника Олександра Серафимовича на Новодівичому кладовищі Москви

## Нагороди і відзнаки
- Сталінська премія першого ступеня (1943) — за багаторічні видатні досягнення в літературі.
- Орден Леніна (1933)
- Орден Трудового Червоного Прапора
- Орден «Знак Пошани»
- Медаль «За доблесну працю у Великій Вітчизняній війні 1941—1945 рр.»

## Екранізації творів
- 1918 — «Підпілля» (німий фільм до річниці Жовтневої революції, реж. В. Касьянов)
- 1967 — «Залізний потік» (художній широкоформатний фільм за однойменним романом О. Серафимовича; реж. Юхим Дзиган, «Мосфільм»).
- 1967 — «Дитина» (короткометражний фільм за однойменним оповіданням О. Серафимовича; реж. М. Мащенко, кіностудія ім. О. Довженка).
- 1984 — «Загублені в пісках» (художній фільм за мотивами оповідання О. Серафимовича «Піски» (1908); реж. М. Ільїнський, кіностудія ім. О. Довженка).